# Авґусто Данні
Авґ́усто Да́нні (Augústo Diánni) (1873, Рим, Італія — 8 серпня 1938, Львів, Львівське воєводство, Польська Республіка) — італійський оперний співак (тенор), педагог.

## Життєпис
Здобував вокзальну освіту у Римі. Володів вишколеним голосом та доброю дикцією. Виступав спершу в Італії. У Львові 1903—1918 співав у Міському театрі (тепер Львівський театр опери та балету) головні тенорові партії: Хозе («Кармен» Ж. Бізе), Коварадоссі («Тоска» Дж. Пуччіні), Каніо («Паяци» Р. Леонкавалло), Альфреда («Травіата» Дж. Верді), Графа Альмавіви («Севільський циркульник» Дж. Россіні).
Гастролював 1903 і 1907 разом із трупою театру у Кракові. У 1905 році виступав в Одесі. Викладав 1907—1938 у львівській консерваторії Галицького музичного товариства.
Мешкав на вулиці Асника, І (тепер вулиця Академіка Богомольця).
Помер у Львові.